# Liste der staatlichen Unternehmen in Tonga
Dies ist eine Liste der staatlichen Unternehmen und Agenturen in Tonga. Diese Unternehmen in Tonga unterstehen dem Ministry of Public Enterprises.

## Unternehmen
Quelle:
| Institution                          | Branche                                     |
| ------------------------------------ | ------------------------------------------- |
| Ports Authority Tonga                | Hafenmanagement (Transport)                 |
| Tonga Airports Limited               | Flughafenbetreiber (Transport)              |
| Friendly Islands Shipping Agency     | Schiffahrt (Transport)                      |
| Tonga Communications Corporation     | Kommunikation (Kommunikation/Technologie)   |
| Tonga Post                           | Post (Kommunikation/Technologie)            |
| Tonga Broadcasting Commission        | Rundfunkanstalt (Kommunikation/Technologie) |
| Tonga Power Limited                  | Elektrizität (Versorgung)                   |
| Tonga Water Board                    | Wasserversorger (Versorgung)                |
| Waste Authority Limited              | Müllentsorgung (Versorgung)                 |
| Tonga Market Corporation Limited     | Handel (Sonstiges)                          |
| Tonga Cable Limited                  | Internet (Sonstiges)                        |
| Tonga Assets Manager and Association | Finanzen (Sonstiges)                        |
| Tonga Export Quality Management      | Export                                      |

## Agenturen
Quelle:
| Agentur/Einrichtung                             |
| ----------------------------------------------- |
| Office of the Lord Chamberlain                  |
| Palace Office                                   |
| Audit Office                                    |
| Public Service Commission                       |
| Attorney General’s Office                       |
| Office of the Anti-Corruption Commissioner      |
| Commissioner of Public Relations (Ombudsman)    |
| Legislative Assembly (Parliament of Tonga)      |
| National Bureau of Statistics                   |
| Tonga Defence Service                           |
| Freedom of Information                          |
| Tonga Electoral Commission                      |
| Tonga Energy Roadmap                            |
| National Retirement Benefits Fund               |
| Retirement Fund Board                           |
| Tonga Association of Sport and National Olympic |